# Paralelo 36
Paralelo 36 un espacio de pensamiento y acción política española cuyo ámbito es Andalucía, creado a partir de las elecciones generales y autonómicas de marzo de 2008 en el que confluyen históricos militantes de partidos políticos, movimientos sociales y activistas, enmarcados en el  andalucismo, la ecología política y la izquierda social.
A pesar de no haberse constituido como partido político, fue uno de los integrantes de Espacio Plural, un foro de debate ideológico de carácter de izquierdas, federalista, ecologista, republicana y laica, impulsado por Iniciativa per Catalunya Verds, presentada el 25 de septiembre de 2010 en Zaragoza, y del que formaban parte además Chunta Aragonesista (CHA), Nueva Canarias (NC), IniciativaVerds (IV) e Iniciativa del Poble Valencià (IdPV).
En las elecciones generales de 2011 pidió el voto para "las distintas opciones de la izquierda andaluza", excluyendo expresamente al PSOE de dichas opciones.